# Error de apreciación
El error de apreciación de una medida es el cometido cuando un instrumento de medición no está correctamente calibrado o la incertidumbre que tendremos al realizar una medición está asociada a la mínima división de su escala o a la mínima división que podemos resolver con algún método de medición.

Nótese que no decimos que el error de apreciación es la mínima división del instrumento, sino la mínima división que es discernible por el observador. La mínima cantidad que puede medirse con un dado instrumento la denominamos apreciación nominal. El error de apreciación puede ser mayor o menor que la apreciación nominal, dependiendo de la habilidad (o falta de ella) del observador. Así, es posible que un observador entrenado pueda apreciar con una regla común fracciones del milímetro mientras que otro observador, con la misma regla pero con dificultades de visión sólo pueda apreciar 2mm. Archivado el 22 de enero de 2019 en Wayback Machine.

## Error de paralaje
Es un error cometido en la forma de leer datos con instrumentos de medición analógicos. Este error se debe a la incorrección de la postura física del cuerpo del técnico que lee los datos, frente a la aguja que indica el valor de medición. La aguja tiene una distancia de unos cuantos milímetros en referencia a la escala dibujada en la chapa de referencia métrica. La inclinación excesiva puede falsear la lectura, por ello, la posición adecuada del técnico frente al panel de lectura debiera ser siempre lo más perpendicular al centro de la escala.

## Sensación térmica
{{AP|Sensación térmica

## Prejuicios

### En el ámbito laboral
- Evaluación de personal:

Tenemos al empleado A desempeñando un trabajo, tenemos al Jefe A desempeñando su labor de coordinador de grupo. La teoría indica que todo puesto de trabajo debe de contar con una declaración de objetivos, unos métodos y procesos de trabajo, unas jerarquías que estructuran las prioridades de las órdenes y unos métodos y tiempos con unos márgenes de tolerancia humanamente aceptables. La práctica apunta a lo siguiente: El coordinador establece que el problema que el trabajador le pueda dar no tiene que ver con las comparativas entre su actividad de su desempeño y lo esperado/especulado en función de las declaraciones establecidas para su puesto de trabajo. Normalmente se suele pensar que una cosa es la teoría y otra la práctica, por lo que las evaluaciones se realizan por el grado de satisfacción que el coordinador pueda llegar a obtener de su empleado.
Los periodos de prueba suelen ser los más delicados al respecto, pues se comienza a conocer a la persona, y es el momento en el que más seleccionadores de personal caen en el error de sujetar lo bueno y lo malo al grado de satisfacción personal que reciben. Sí es cierto que son ellos los que al final deben de dar explicaciones, pero con un sistema bajo su poder podrán elevar su grado de conciencia por encima de lo que las impresiones personales de esa persona le puedan evocar. No sujetarse a un sistema de evaluación del desempeño, solo fomenta comportamientos que apuntan a un trato sesgado. Si el empleado replica al coordinador con todos los respetos, el coordinador pensará que ese empleado es problemático, obviando el cauce que debería estar poniendo al empleado para que registre su inquietud y resolverla conforme a los criterios de calidad de la empresa.
Lo más habitual en dichas circunstancias es, argumentar a la baja producción del empleado. Si la empresa argumenta lo antedicho, es porque puede demostrar. Por lo tanto el empleado haría bien en preguntar que tipo de evaluación se le ha realizado para establecer sus métodos y tiempos (quizás, a esas alturas sería necesario un abogado); donde está la formación (reglada según registros escritos, y administrada de forma docente por personal cualificado. De nada vale que un 'compañero te haya instruido y guiado' pues el compañero suele tener un interés de competitividad, un grado de acomodación que causa un error de pareciación y por lo tanto transmite dicho error al nuevo que entra, siendo este 'novicio' portador de otro grado de error de apreciación que acabará corrompiendo la información a tal grado que dejará de ser útil). Dicha formación se la debieran haber suministrado para poder conformar según los métodos corporativos para su puesto de trabajo, que además establecen unos tiempos adecuados al tiempo de experiencia desempeñado en el puesto, con unas tolerancias admisibles por la dinámica cerebral en cuanto a tiempos de asimilación de la información, desgaste del recurso humano, zonas adecuadas para realizar las pausas necesarias que liberan el estré y fomentan la sana productividad (debería hacer la evaluación un psicólogo). Si la empresa no cuenta con un sistema ajeno a la apreciación subjetiva de la evaluación de personal, los errores de apreciación abundarán por ser la sensación de bien estar la que predomina a la hora de evaluar.

#### La sensación de bienestar
- Esta es la base (la sensación de bienestar) en la que tanto empleados como jefes, suelen tener a la hora de adjudicar un juicio de valor. El resto de argumentos suelen aparentar ser lógicos.

- La dinámica es como sigue: Las normas de calidad y homologación de la producción, como las Normas ISO 9000, suelen atentar contra la sensación de bien estar. Esta sensación se genera cuando la persona tiene la apreciación de que controla las variables existentes dentro de su puesto de trabajo. Esa imagen se suele romper cuando hay elementos nuevos, bien sea personal, equipamiento, proveedores, etc.

- Las normas de calidad y homologación de la producción, suelen tratar de observar el fallo como algo puntual y con solución. La solución constante al fallo suele quebrantar la sensación de bien estar, por lo que se llega a la conclusión de que la teoría es muy bonita, pero la realidad es que todos deseamos sentirnos bien en nuestros puestos de trabajo y por lo tanto, conseguir esa sensación tan necesaria para hacer llevadero el desempeño asignado, no se consigue si las normas se respetan escrupulosamente.

- Las personas que tienen a cargo de sí más personal, suelen ser conscientes de esto. Las apreciaciones que se forman de los nuevos empleados en los periodos de prueba suelen ser adecuados y confiables para garantizar una dinámica de producción acorde a las exigencias de la empresa. El problema llega cuando el personal nuevo, respetando los límites de su puesto de trabajo, desea aportar de forma inteligente, soluciones a los fallos que él mismo ve que le merman su producción. La reacción inmediata de los superiores suele ser destinarle más trabajo, pues si tiene tiempo para pensar, es que todavía no tiene suficiente trabajo. El empleado asume la nueva carga y se da cuenta de que el volumen de trabajo para su experiencia, le pone en riesgo la aplicación de los métodos y tiempos de trabajo. El empleado debe de elegir entre respetar la calidad o abordar todo el trabajo. Generalmente suele salir perdiendo la calidad, el empleado desde ese momento deja de pensar inteligentemente, y la sensación de bien estar de cara a los superiores, retorna a su estado preferente. Ante una situación de estrés, la elección siempre será a no volver a desencadenar eso que ha provocado el estrés.

- Apaciguar a los jefes actuando como ellos desean, suele ser el mayor grado de error de apreciación corporativo y por lo tanto una deriva que lleva a la empresa a una quiebra a medio o largo plazo, dependiendo del grado de error introducido en el factor del recurso humano. No obstante es muy complejo que esto deje de suceder, sobre todo porque la sensación de jugarse el puesto de trabajo si inquietas a tus jefes, es constante en la psicología del trabajador.

- En las dinámicas de grupo, en donde hay un coordinador de objetivos, se suele basar la sensación de bien estar del coordinador de objetivos delegando parte de su trabajo en un responsable de grupo. Al ser un arreglo transparente (nadie lo ve), el grupo entero a de sentir que el miembro elegido (y de confianza por el coordinador de objetivos), sea aceptado por voluntad por el resto del grupo. Si bien, el resto del grupo le escoge porque sienten cierta comodidad delegando en ese responsable la administración local del grupo de trabajo. De existir un miembro que no sienta la necesidad de que exista un responsable, se suelen usar técnicas de moobing laboral para deshacerse de ese miembro. Por norma general, suele suceder en los tiempos de prueba, en los que ese individuo (a pesar de la cualificación y de su gran capacidad de trabajo) suele perder su puesto, por exponer al coordinador de objetivos a inquietudes que sí le deberían corresponder atender él personalmente, pero que por sobresaturación necesita de ese responsable. Como solución están los registros de calidad que exponen abiertamente que las tareas asignadas según los métodos y tiempos son inhumanos. Basta una reestructuración de las tareas y un reconocimiento abierto de quien será el responsable de grupo. Dado que hacer esto es más costoso que buscarse a alguien más sumiso (y con una mayor capacidad de renuncia al uso inteligente de las facultades mentales, y por lo tanto una merma en el recurso humano), suelen recaer en el error de apreciación mencionado.

#### La tolerancia al fallo
Este concepto nació en el entorno informático con el crecimiento de internet y las empresas de servicios. Los clientes que contrataban un ISP que les permitían albergar páginas web y el e-commerce, hizo necesario el concepto de alta disponibilidad. A su vez, la alta disponibilidad está sujeta a la tolerancia al fallo. Este concepto trata de establecer que el fallo es lo natural, y que por ello no se ha de ver mermada la capacidad de producción. En el caso de internet, no tiene por qué dejar de estar disponible la información si se replican los servidores. A su vez se observó la necesidad de incorporar grupos electrógenos que suministrasen energía en caso de corte del suministro eléctrico, la distribución de los centros de servicio en áreas geográficas diferentes, etc.
La ampliación de este concepto al área del recurso humano es mucho más compleja, pero no imposible. La tolerancia al fallo humano emerge gracias a un entorno con un entramado tecnológico que registre la actividad humana de forma colateral al propio individuo (coches con tacógrafos digitales, con GPS's en donde se registren los destinos a los cuales el trabajador necesita ir, con horómetros de control de inicio, paradas y fin, así como la interfaz adecuada para volcar esos datos) vea el fallo como algo natural y no como algo a lo cual castigar y perseguir. Los errores de apreciación en el caso del fallo, se corrige cuando la persona basa su actividad en información exacta y confiable, sin necesidad de luchar por su bien estar, pues este es garantizado por la tecnología, la formación y el deseo de ser un miembro que contribuye de forma positiva a su comunidad y que por ello se le reconoce.